# Kriogén
A kriogén földtörténeti időszak, amely mintegy 720 millió évvel ezelőtt kezdődött és 635 millió évvel ezelőtt ért véget. A neoproterozoikum földtörténeti idő középső időszaka, amely a toniumot követte és az ediakarát előzte meg.
A kriogén elnevezés, illetve a latin cryogenium és angol cryogenian elnevezések a görög krüosz, „hideg” és geneszisz, „születés” szavakból származnak.

## Éghajlat
A kriogén idején történtek ismereteink szerint a Föld eddigi legnagyobb eljegesedései. Két olyan periódus is lehetett, amikor a hógolyó-Föld-elmélet szerint a bolygó egészét jégpáncél boríthatta. Ezek közül az első a sturti eljegesedés, amely 720 millió évvel ezelőtt kezdődött és 660 millió évvel ezelőtt zárult, a második a marinói eljegesedés, amely 660 millió évvel ezelőttől 635 millió évvel ezelőttig tartott. Az időszak ezekről az eljegesedésekről, az időszak hideg éghajlatáról kapta a nevét.
Az eljegesedések nyomát az időszakból származó üledékek jelzik, amelyek olyan területeken is előbukkannak, amelyek ebben az időszakban vélhetően az Egyenlítőnél helyezkedtek el. Ez az üledékes kőzet a tillit, amely a finom szemcsés tengeri üledékből és az abba hullott, gleccserek által szállított durva szemcsékből, sőt hatalmas kőtömbökből jött létre. Ehhez hasonló jelenség az úgynevezett dropstone, ami a partokról leszakadó jéghegyekkel a szárazföldtől távol került az üledékbe.

## Ősföldrajz
A kriogén idején szakadt szét a Rodinia szuperkontinens és kezdett kialakulni a Pannotia szuperkontinens. Ezzel kezdődik az asszinti orogén ciklus, ami hegységképződéssel és vulkanizmussal járt. A kriogénre az asszinti ciklus konkpidi szakasza esik, ausztráliai, dél-amerikai és afrikai kiemelkedésekkel.

## Élővilág
A szivacsok és a Arcellinida amőbák legrégebbi ismert fosszíliái a kriogénből ismertek.

## Meghatározása
A kriogén időszak kezdő dátumát a Nemzetközi Rétegtani Bizottság első ízben 1990-ben tette közzé.
A kezdő dátumot eredetileg 850 millió évben állapították meg de ezt 2015-ben módosították 720 millió évre.
A legtöbb geológiai időszakkal ellentétben ennek időhatárait nem valamely bizonyítottan szisztematikus globális esemény (például bizonyos élőlények kipusztulása, illetve megjelenése) jelöli, hanem csak kőzetek kormeghatározása. Ez problémát jelent, mivel a kőzetek kormeghatározása nehézkes és ki van téve laboratóriumi hibáknak.

## Külső hivatkozások
- Paleos.com – The Cryogenian Period